# حکم بلعاوی
حکم عمر اسد بلعاوی (زاده ۱۹۳۹) یک سیاستمدار فلسطینی و عضو کابینه مجلس فلسطین و شورای قانونگذاری فلسطین است.

## سنین جوانی و تحصیل
بلعاوی در شهر بلعا، در سال ۱۹۳۹ در نزدیکی طولکرم در قیمومیت بریتانیا بر فلسطین (۱۹۲۰–۱۹۴۸) متولد شد او دارای مدرک روزنامه‌نگاری، مدیریت و آموزش است.

## فعالیت سیاسی
بلعاوی معاون کمیته اطلاعات مرکزی فتح در سال‌های ۱۹۶۸ تا ۱۹۷۸ شد. فعالیت سیاسی او از زمانی که به عنوان سفیر سازمان آزادیبخش فلسطین در لیبی از سال ۱۹۷۳ تا ۱۹۷۵ به رسمیت شناخته شد، آغاز شد. پس از خدمت به عنوان سفیر، وی به یک فعال سیاسی فتح تبدیل شد و پس از آن از سال ۱۹۸۳ تا ۱۹۹۴ به عنوان سفیر سازمان آزادیبخش فلسطین در تونس خدمت کرد.
یاسر عرفات او را به عنوان وزیر کشور در امور داخلی فلسطین در نوامبر ۲۰۰۳ منصوب کرد. دوران او تا ۲۴ فوریه ۲۰۰۵ وقتی که یک کابینه جدید تشکیل شد ادامه داشت.
بلعاوی عضو کمیته اجرایی فتح است و در حال حاضر عضو شورای ملی فلسطین و دبیر اتحادیه نویسندگان و روزنامه‌نگاران فلسطینی است.

## زندگی شخصی
بلعاوی همچنین درگیر نوشتن چندین نمایشنامه و رمان است. او ازدواج کرده و دارای چهار فرزند است.